# Фрайсбах
Фрайсбах (нім. Freisbach) — громада в Німеччині, розташована в землі Рейнланд-Пфальц. Входить до складу району Гермерсгайм. Складова частина об'єднання громад Лінгенфельд.
Площа — 4,98 км2. Населення становить 1157 ос. (станом на 31 грудня 2020).

## Галерея

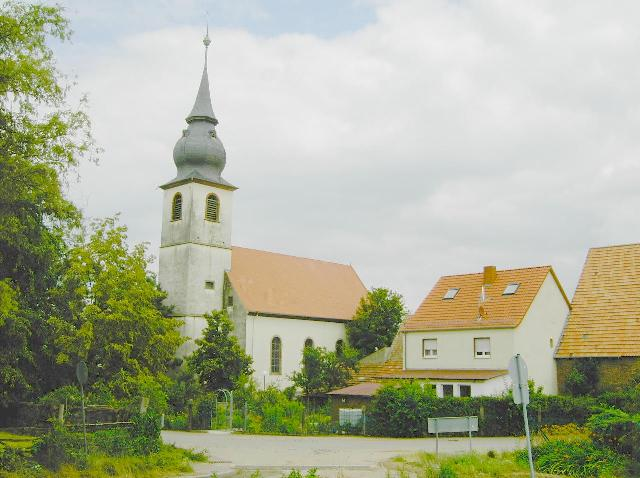
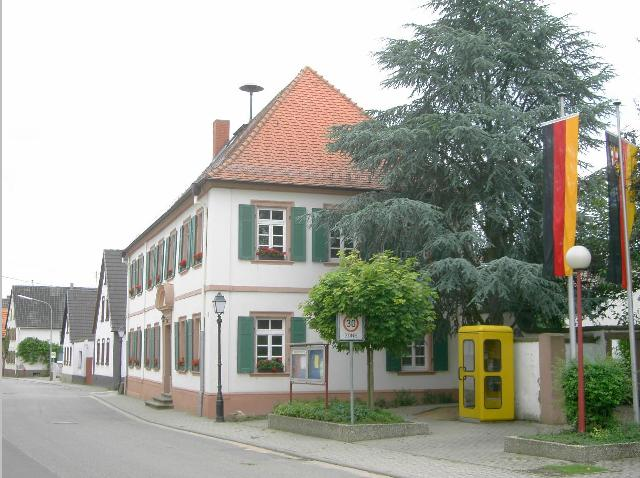
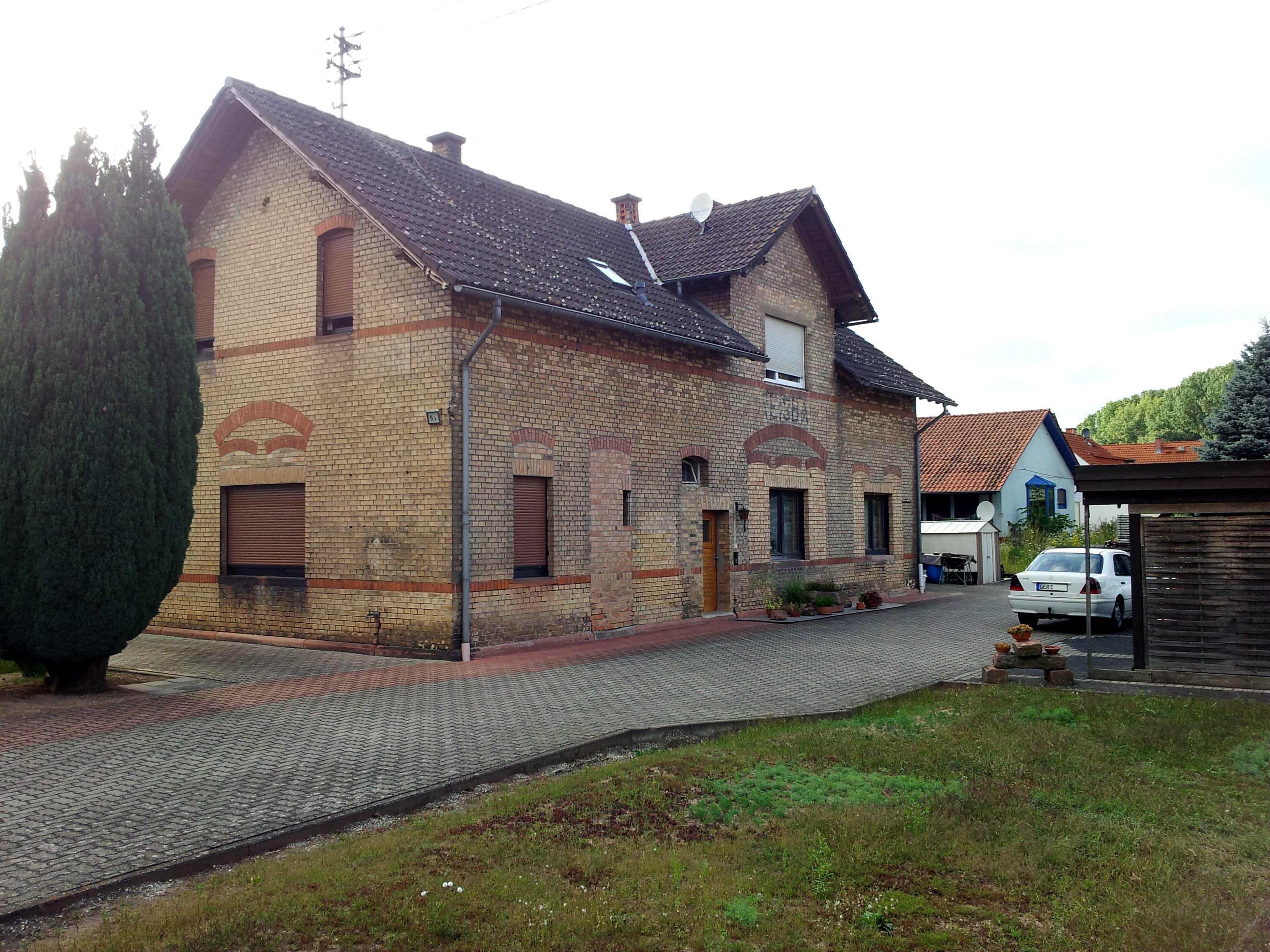